# Jasiewicze (obwód brzeski)
Jasiewicze (biał. Ясевічы, Jasiewiczy; ros. Ясевичи, Jasiewiczi) – wieś na Białorusi, w obwodzie brzeskim, w rejonie bereskim, w sielsowiecie Sielec.
Współcześnie wieś składa się z dawnej wsi Jasiewicze Wielkie (wg. innego źródła Jasiewicze) i folwarku Jasiewicze Małe. Ponadto w pobliżu znajdował się folwark Jasiewicze, obecnie nieistniejący.

## Historia
W XIX i w początkach XX w. wieś, folwark i chutor położone w Rosji, w guberni grodzieńskiej, w powiecie prużańskim, w gminie Sielec.
W dwudziestoleciu międzywojennym leżały w Polsce, w województwie poleskim, w powiecie prużańskim, w gminie Sielec. Demografia w 1921 przedstawiała się następująco:
|                                      | Liczba mieszkańców | Budynki | Narodowość  | Narodowość | Narodowość        | Wyznanie    | Wyznanie   | Wyznanie |
| Polacy                               | Liczba mieszkańców | Budynki | Białorusini | Żydzi      | rzymskokatolickie | prawosławne | mojżeszowe |          |
| ------------------------------------ | ------------------ | ------- | ----------- | ---------- | ----------------- | ----------- | ---------- | -------- |
| wieś Jasiewicze (Jasiewicze Wielkie) | 81                 | 54      | –           | 67         | 14                | –           | 67         | 14       |
| folwark Jasiewicze Małe              | 9                  | 1       | –           | 1          | 8                 | –           | 1          | 8        |
| folwark Jasiewicze                   | 2                  | 1       | 2           | –          | –                 | 2           | –          | –        |

Po II wojnie światowej w granicach Związku Sowieckiego. Od 1991 w niepodległej Białorusi.